# Compromis (drept)
Un compromis sau o clauză compromisorie este (în materia de drept), o stipulare cuprinsă într-un contract, pentru ca părțile să supună arbitrajului  diferențele care apar cu ocazia îndeplinirii sau interpretării unui contract, al unui testament sau al oricărei alte probleme controversate care există între acele părți.
Termenul compromis este, de asemenea, folosit pentru a se face referire la orice tip de acord în care părțile își asumă anumite obligații, în cadrul a ceea ce ar putea fi interpretat ca un contract ne-scris. În acest sens, termenul poate fi sinonim al termenului acord, chiar dacă se folosește spre a se face referință mai mult la responsabilitatea reieșită dintr-o obligație juridică concretă decât la responsabilitatea reieșită din ansamblul de drepturi și de îndatoriri privit ca un întreg.

## Legături externe
- „compromis” la DEX online

## Vezi și
- Concesie
- Consens
- Mediere
- Negociere